# Soľník
Soľník est un village de Slovaquie situé dans la région de Prešov.

## Histoire
La première mention écrite du village date de 1408.

## Démographie

### Évolution de la population
| Année:               | 1994. | 2004.    | 2014.    | 2024. |
| -------------------- | ----- | -------- | -------- | ----- |
| Nombre de personnes: | 71    | 43       | 33       | 33    |
| Différence:          |       | -39,43 % | -23,25 % | +0 %  |

| Année:               | 2023. | 2024. |
| -------------------- | ----- | ----- |
| Nombre de personnes: | 33    | 33    |
| Différence:          |       | +0 %  |